# Leszek Ziątkowski
Leszek Ziątkowski (ur. 26 sierpnia 1956 r. we Wrocławiu) – polski historyk, specjalizujący się w historii Polski i powszechnej XVI-XIX wieku oraz historii Żydów i historii Śląska; nauczyciel akademicki związany z Uniwersytetem Wrocławskim.

## Życiorys
Urodził się w 1956 roku we Wrocławiu, gdzie ukończył kolejno szkołę podstawową oraz średnią. Następnie studiował historię na Instytucie Historycznym Uniwersytetu Wrocławskiego. Należał do uczniów prof. Władysława Czaplińskiego, u którego obronił magisterium w 1979 roku. Karierę naukowo-dydaktyczną rozpoczął od bycia doktorantem w Instytucie Historii Polskiej Akademii Nauk w Warszawie (1981-1987), a następnie został pracownikiem Muzeum Medalierstwa we Wrocławiu. W 1989 roku znalazł zatrudnienie jako bibliotekarz w Bibliotece Instytutu Historycznego Uniwersytetu Wrocławskiego. Stopień naukowy doktora nauk humanistycznych w zakresie historii uzyskał w 1994 roku na podstawie pracy pt. Ludność żydowska we Wrocławiu w latach 1812-1914, napisanej pod kierunkiem prof. Marka Czaplińskiego. Wraz z nowym tytułem został zatrudniony na swoim macierzystym instytucie na stanowisku adiunkta w Zakładzie Historii Polski i Powszechnej od XVI do XVIII wieku. W 2008 roku Rada Wydziału Nauk Historycznych i Pedagogicznych Uniwersytetu Wrocławskiego nadała mu stopień naukowy doktora habilitowanego nauk humanistycznych w zakresie historii o specjalności historia nowożytna, na podstawie rozprawy nt. Między niemożliwym a koniecznym. Reformy państwa pruskiego w końcu XVIII i na początku XIX wieku a proces równouprawnienia Żydów ze szczególnym uwzględnieniem sytuacji na Śląsku. W 2012 roku otrzymał stanowisko profesora nadzwyczajnego oraz kierownika Zakładu Historii Polski i Powszechnej od XVI do XVIII wieku po prof. Stefanii Ochmann-Staniszewskiej. W 2020 roku prezydent Polski Andrzej Duda nadał mu tytuł naukowy profesora nauk humanistycznych. W tym samym roku został profesorem zwyczajnym na wrocławskim uniwersytecie.

## Dorobek naukowy
Zainteresowania naukowe Leszka Ziątkowskiego koncentrują się wokół problematyki związanej z historią Polski i powszechną epoki nowożytnej (XVI-XIX wieku) oraz historii Żydów i historii Śląska. Jest on autorem dziewięciu monografii, w tym jednej w języku niemieckim, współautorem 15 monografii, 46 artykułów, recenzji, sprawozdań. Uczestniczył w licznych krajowych oraz zagranicznych konferencjach naukowych, zjazdach. Kierował
lub współkierował trzema grantami, brał udział w realizacji czterech grantów. Obecnie jest kierownikiem jednego z zespołów badawczych w projekcie Fundacji Rothschilda. Do jego najważniejszych publikacji należą:
- Ludność żydowska we Wrocławiu w latach 1812-1914, Wrocław 1998.
- Dzieje Żydów we Wrocławiu, Wrocław 2000.
- Pieszyce od czasów najdawniejszych do końca XX wieku, Toruń 2002; współautorzy: Mateusz Goliński, Jan Kęsik.
- Szkolnictwo żydowskie we Wrocławiu do połowy XIX wieku, Wrocław 2005.
- Między niemożliwym a koniecznym. Reformy państwa pruskiego w końcu XVIII i na początku XIX wieku a proces równouprawnienia Żydów ze szczególnym uwzględnieniem sytuacji na Śląsku, Wrocław 2007.
- Żydzi w Jaworze, Wrocław 2010.
- Na drodze do Solidarności. Wrocław w walce o demokrację i niepodległość 1976-1980, Wrocław 2010.